# Knorr

Knorrs logo.

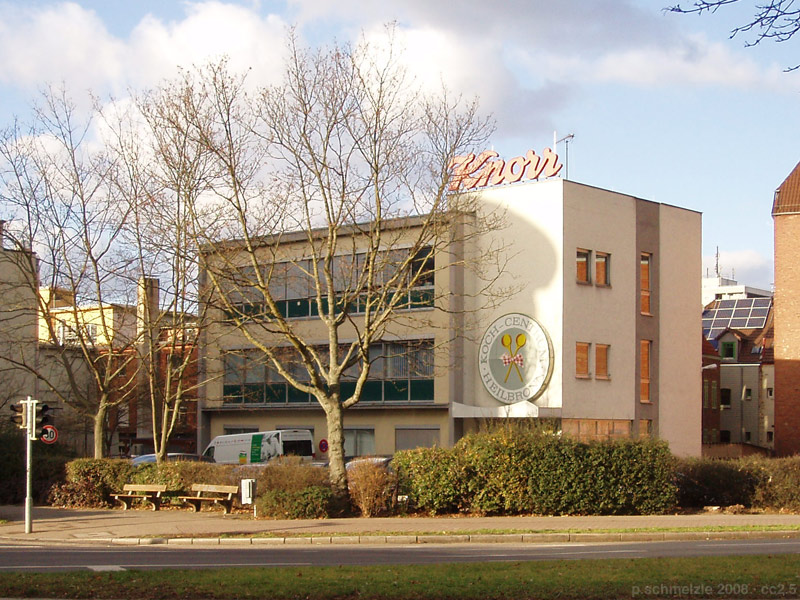
Knorrs centrala kök i Heilbronn.

Knorr är ett internationellt varumärke för diverse livsmedelsprodukter. Knorr ägs sedan år 2000 av den anglonederländska koncernen Unilever Bestfoods.

## Historia
1838 omgifte sig den tyske köpmannen Carl-Heinrich Knorr med Amalie Henriette Caroline Seyfardt. Med hjälp av hennes förmögenhet grundade han företaget C.H. Knorr GmbH och till en början tillverkade fabriken insatsvaror till kafferosterier. Så småningom utökades verksamheten till att sälja livsmedel och andra kolonialvaror. Affärerna gick bra och företaget expanderade till flera tyska stater. Med tiden rände företaget in i finansiella svårigheter, och fabriken fick säljas 1855. Knorr försökte sig på textilproduktion men 1858 gav företaget sig in i livsmedelsbranschen igen och företaget började sälja egenproducerat livsmedel, främst av torr typ såsom linser, bönor och ärter. Knorrs idé var att försöka konservera maten på ett sätt som bevarade råvarornas näringsinnehåll och konsistens och samtidigt gå snabbt att tillaga.
När Carl-Heinrich Knorr dog 1875 tog sönerna Carl och Alfred över ledningen över företaget. Företaget gynnades av Tysklands enande och den ökande industrialiseringen.